# كليم ويندسور
كليم ويندسور (بالإنجليزية: Clem Windsor)‏ هو لاعب اتحاد الرغبي وجراح أسترالي، ولد في 2 فبراير 1923 في بريزبان في أستراليا، وتوفي في 25 يناير 2007.